# Thiodina melanogaster
Thiodina melanogaster là một loài nhện trong họ Salticidae.
Loài này thuộc chi Thiodina. Thiodina melanogaster được Cândido Firmino de Mello-Leitão miêu tả năm 1917.